# Cyarda regina
Cyarda regina är en insektsart som beskrevs av Ronald Gordon Fennah 1965. Cyarda regina ingår i släktet Cyarda och familjen Flatidae. Inga underarter finns listade i Catalogue of Life.